# Karl Stocker (Kulturwissenschaftler)

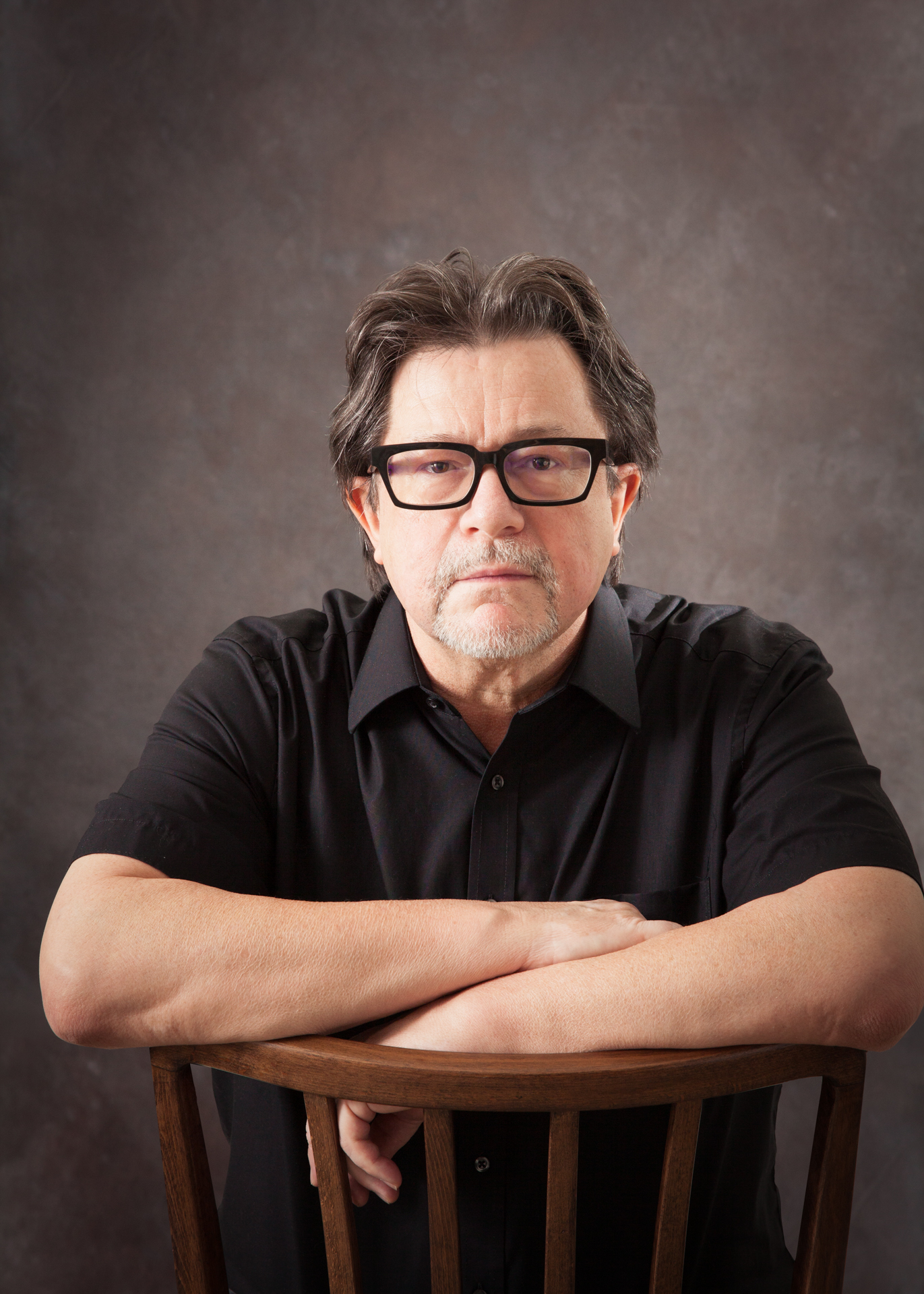
Karl Stocker (2019)

Karl Stocker (* 1956) ist ein österreichischer Historiker und Kulturwissenschaftler.

## Leben
Stocker studierte Geschichte und Europäische Ethnologie an der Karl-Franzens-Universität in Graz und erhielt 1981 den Doktortitel, 1988 folgte die Habilitation. Seit 1984 ist er Lehrbeauftragter an verschiedenen österreichischen und internationalen Universitäten. An der Universität Graz lehrt er am Institut für Geschichte. 1990 gründete er die Ausstellungsagentur Bisdato°. Stocker kam 2000 an die FH Joanneum, wo er bis 2021 unter anderem die Studiengänge Informationsdesign und Ausstellungsdesign leitete sowie auch einige Jahre als Institutsleiter tätig war. 2017 wurde ihm von der Universität Graz der Titel Universitätsprofessor verliehen. Seit Oktober 2021 ist Stocker als Berater, Manager und Vernetzer für Design und Kultur tätig. Seit Oktober 2024 leitet er an der Staatliche Akademie der Künste Tiflis an der Fakultät für Medienkunst das englischsprachige PhD-Programm "Media Arts/Digital Media".
Neben seinen universitären Tätigkeiten hält er Vorträge im In- und Ausland über Design, Ausstellungsdesign und UNESCO Cities of Design. Karl Stocker ist Botschafter für die UNESCO City of Design Graz.

## Ausstellungen und Museen
Seit 1994 führte Stocker bei zahlreichen Ausstellungs- und Museumsprojekten Regie, so bei der Steirischen Landesausstellung Wallfahrt (1994), der Steirischen Landesausstellung Verkehr (1999), dem Berg der Erinnerungen für Graz als Europäische Kulturhauptstadt (2003), Absolutely free. Der Woodstockeffekt für das Landesmuseum Joanneum (2009), Besucherzentrum Welterbe Regensburg (2011) und der Dauerausstellung und dem Besucherzentrum des Naturpark Südsteiermark (2019).

## Publikationen (Auswahl)
- Lessons on Change. 15 Creative Minds Share Their Stories, Basel 2025 (hg. mit C. Hedin und S. Kauper), ISBN 978-3-0356-2980-4.
- Das Besucherzentrum Welterbe Regensburg. Vermittlungsstrategien einer UNESCO-Welterbestadt, Basel 2022 (hg. mit Matthias Ripp), ISBN 978-3-0356-2589-9.
- Designing Sustainable Cities. Manageable Approaches to Make Urban Spaces Better: Detroit, Graz, Istanbul, Mexico City and Puebla, Basel 2020 (hg. mit Sigrid Bürstmayr), ISBN 978-3-0356-2203-4.
- Sozio-Design/Socio-Design: Relevante Projekte – Entworfen für die Gesellschaft/Relevant Projects – Designed for Society. Basel 2017 (mit FH JOANNEUM), ISBN 978-3-0356-1208-0
- The Power Of Design. A Journey through the 11 UNESCO Cities of Design. Wien, New York 2013, ISBN 978-3-7091-1582-4
- Absolutely free. Der Woodstockeffekt (Mit E. Hauswirth, C. Marek und E. Thümmel). Graz 2009, ISBN 978-3-7011-7666-3
- Sammeln.  Wien 2005  (hg. mit W. Muchitsch / = Museum zum Quadrat 18). ISBN 3-85132-393-9
- INSIDEOUT (mit N. Cusimano und K. Schurl). Wien, New York 2003, ISBN 978-3-211-40782-0
- Der Berg der Erinnerungen. Ausstellungskatalog, Graz 2003 (mit H. Hofgartner und K. Schurl). ISBN 3-9501666-6-1
- Design bestimmt das Bewusstsein. Ausstellungen und Museen im Spannungsfeld von Inhalt und Ästhetik (hg. mit H. Müller / = Museum zum Quadrat 16). Wien 2003  ISBN 978-3-85132-393-1
- Verkehr. Katalog zur steirischen Landesausstellung 1999 in Knittelfeld, Graz 1999 (mit O. Hwaletz und S. Rollig). ISBN 3-901704-05-1
- Wallfahrt. Wege zur Kraft. Katalog zur steirischen Landesausstellung 1994, Graz 1994 (mit W. Hengstler)
- Clios Rache? Neue Aspekte strukturgeschichtlicher und theoriegeleiteter Geschichtsforschung in Österreich. Wien, Köln, Weimar 1992 (hg. mit K. Kaser), ISBN 978-3-205-05486-3
- Leben und Arbeiten im Bezirk Leoben. Hg. Geschichtswerkstatt Leoben, Wien, Köln: 1989. ISBN 3-205-05263-3
- Bäuerliches Leben in der Oststeiermark seit 1848. 2 Bände (mit K. Kaser) Wien: Böhlau 1986 und 1989, ISBN 978-3-205-05152-7
- Bergmann oder Werkssoldat. Eisenerz als Fallbeispiel industrieller Politik. Dokumente und Analysen über die Österreichisch-Alpine Montangesellschaft in der Zwischenkriegszeit, Graz 1984 (mit O. Hwaletz et al.). ISBN 3-900526-01-X
- Fohnsdorf. Aufstieg und Krise einer österreichischen Kohlenbergwerksgemeinde in der Region Aichfeld-Murboden. Graz 1982 (mit E. Hinner et al.). ISBN 978-3-7011-7143-9

## Auszeichnungen
- 2023: Goldenes Ehrenzeichen des Landes Steiermark[2]